# Associazione Calcio Fiorentina 1973-1974
Questa voce raccoglie le informazioni riguardanti l'Associazione Calcio Fiorentina nelle competizioni ufficiali della stagione 1973-1974.

## Stagione
Nonostante un ottimo girone di andata frutto di vittorie conto Inter (1-0), Juventus (2-0), e Cagliari (4-1), la viola, allenata quest'anno da Luigi Radice, cala nel girone di ritorno e finisce sesta in classifica, sfiorando le qualificazione in Coppa UEFA e causando l'esonero al termine del campionato dell'allenatore.
Nella Coppa UEFA la Fiorentina viene eliminata subito dai modesti rumeni dell'U Craiova, ed in Coppa Italia al primo girone di qualificazione.

## Rosa
| N. |                   | Ruolo | Calciatore          |
| -- | ----------------- | ----- | ------------------- |
|    | Italia (bandiera) | P     | Nevio Favaro        |
|    | Italia (bandiera) | P     | Franco Superchi     |
|    | Italia (bandiera) | D     | Giuseppe Brizi      |
|    | Italia (bandiera) | D     | Mauro Della Martira |
|    | Italia (bandiera) | D     | Giancarlo Galdiolo  |
|    | Italia (bandiera) | D     | Roberto Parlanti    |
|    | Italia (bandiera) | D     | Ennio Pellegrini    |
|    | Italia (bandiera) | D     | Valeriano Prestanti |
|    | Italia (bandiera) | D     | Moreno Roggi        |
|    | Italia (bandiera) | C     | Giancarlo Antognoni |

| N. |                   | Ruolo | Calciatore                    |
| -- | ----------------- | ----- | ----------------------------- |
|    | Italia (bandiera) | C     | Bruno Beatrice                |
|    | Italia (bandiera) | C     | Domenico Caso                 |
|    | Italia (bandiera) | C     | Giancarlo De Sisti (capitano) |
|    | Italia (bandiera) | C     | Vincenzo Guerini              |
|    | Italia (bandiera) | C     | Claudio Merlo                 |
|    | Italia (bandiera) | C     | Paolo Rosi                    |
|    | Italia (bandiera) | A     | Claudio Desolati              |
|    | Italia (bandiera) | A     | Nello Saltutti                |
|    | Italia (bandiera) | A     | Walter Speggiorin             |

## Risultati

### Serie A

#### Girone di andata
| Arbitro: | Branzoni (Pavia) |

|                           |           |           |
| Desolati 5’ Speggiorin 7’ | Marcatori | 89’ Luppi |

| Arbitro: | Serafino (Roma) |

|  |           |                |
|  | Marcatori | 72’ Speggiorin |

| Arbitro: | Gussoni (Tradate) |

|  |           |          |
|  | Marcatori | 3’ Villa |

| Roma 4 novembre 1973 4ª giornata | Lazio            | 0 – 0 | Fiorentina | Stadio Olimpico\| Arbitro: \| Gonella (Torino) \| |
| Arbitro:                         | Gonella (Torino) |       |            |                                                   |

| Arbitro: | Michelotti (Parma) |

|          |           |             |
| Roggi 2’ | Marcatori | 89’ Clerici |

| Arbitro: | Toselli (Cormons) |

|  |           |           |
|  | Marcatori | 30’ Merlo |

| Arbitro: | Agnolin (Bassano del Grappa) |

|                    |           |           |
| Roversi 60’ (aut.) | Marcatori | 64’ Vieri |

| Arbitro: | Angonese (Mestre) |

|              |           |              |
| Chiarugi 38’ | Marcatori | 55’ Saltutti |

| Arbitro: | Lo Bello (Siracusa) |

|                  |           |  |
| Bedin 40’ (aut.) | Marcatori |  |

| Roma 23 dicembre 1973 10ª giornata | Roma                | 0 – 0 | Fiorentina | Stadio Olimpico\| Arbitro: \| Panzino (Catanzaro) \| |
| Arbitro:                           | Panzino (Catanzaro) |       |            |                                                      |

| Arbitro: | Menegali (Roma) |

|                                 |           |                  |
| Vitali 48’ (rig.) Bernardis 89’ | Marcatori | 23’ (rig.) Merlo |

| Arbitro: | R. Lattanzi (Roma) |

|                                                       |           |          |
| Saltutti 10’ Caso 23’ Speggiorin 32’ Merlo 38’ (rig.) | Marcatori | 85’ Riva |

| Cesena 13 gennaio 1974 13ª giornata | Cesena               | 0 – 0 | Fiorentina | Stadio La Fiorita\| Arbitro: \| Gialluisi (Barletta) \| |
| Arbitro:                            | Gialluisi (Barletta) |       |            |                                                         |

| Arbitro: | Michelotti (Parma) |

|                           |           |  |
| Merlo 11’ (rig.) Caso 84’ | Marcatori |  |

| Arbitro: | Barbaresco (Cormons) |

|                    |           |                       |
| Improta 88’ (rig.) | Marcatori | 27’ Caso 41’ Saltutti |

#### Girone di ritorno
| Arbitro: | Panzino (Catanzaro) |

|                  |           |          |
| Maddè 42’ (rig.) | Marcatori | 51’ Caso |

| Firenze 10 febbraio 1974 17ª giornata | Fiorentina         | 0 – 0 | Genoa | Stadio Comunale\| Arbitro: \| Reggiani (Bologna) \| |
| Arbitro:                              | Reggiani (Bologna) |       |       |                                                     |

| Arbitro: | Serafino (Roma) |

|                       |           |              |
| Villa 28’ Valente 33’ | Marcatori | 42’ Saltutti |

| Arbitro: | Lo Bello (Siracusa) |

|              |           |                      |
| Desolati 41’ | Marcatori | 64’ (rig.) Chinaglia |

| Arbitro: | Angonese (Mestre) |

|                         |           |              |
| Braglia 10’ Clerici 16’ | Marcatori | 72’ De Sisti |

| Arbitro: | Lazzaroni (Milano) |

|                                |           |                          |
| Desolati 15’, 28’ Saltutti 20’ | Marcatori | 79’ (aut.) Della Martira |

| Arbitro: | Toselli (Cormons) |

|                    |           |                   |
| Savoldi 39’ (rig.) | Marcatori | 47’ Della Martira |

| Arbitro: | Serafino (Roma) |

|                                      |           |                          |
| Saltutti 34’ Roggi 42’ Antognoni 75’ | Marcatori | 40’ Biasiolo 76’ Benetti |

| Arbitro: | R. Lattanzi (Roma) |

|                |           |              |
| Boninsegna 31’ | Marcatori | 46’ Saltutti |

| Arbitro: | Prati (Parma) |

|              |           |  |
| Desolati 16’ | Marcatori |  |

| Arbitro: | Ciulli (Roma) |

|  |           |             |
|  | Marcatori | 76’ Damiani |

| Arbitro: | Lazzaroni (Milano) |

|           |           |  |
| Piras 81’ | Marcatori |  |

| Firenze 5 maggio 1974 28ª giornata | Fiorentina                  | 0 – 0 | Cesena | Stadio Comunale\| Arbitro: \| Moretto (San Donà di Piave) \| |
| Arbitro:                           | Moretto (San Donà di Piave) |       |        |                                                              |

| Arbitro: | C. Lo Bello (Siracusa) |

|                     |           |              |
| Anastasi 9’ 78’ 86’ | Marcatori | 83’ De Sisti |

| Arbitro: | Vannucchi (Bologna) |

|              |           |             |
| Desolati 10’ | Marcatori | 17’ Mircoli |

### Coppa Italia

#### Fase a gironi
| Arbitro: | Panzino (Catanzaro) |

|                         |           |  |
| La Rosa 54’ Mariani 79’ | Marcatori |  |

| Arbitro: | Menegali (Roma) |

|             |           |                  |
| Busatta 52’ | Marcatori | 10’ (rig.) Merlo |

| Arbitro: | Mascali (Desenzano del Garda) |

|                               |           |                   |
| Merlo 12’ (rig.) De Sisti 62’ | Marcatori | 13’, 55’ Scarrone |

| 16 settembre 1973 4ª giornata |  | – Turno di riposo |  |  |

| Arbitro: | Moretto (San Donà di Piave) |

|                                                  |           |  |
| Desolati 21’ Saltutti 23’ Caso 43’ Antognoni 82’ | Marcatori |  |

### Coppa UEFA
| Firenze 19 settembre 1973 Trentaduesimi di finale - andata | Fiorentina | 0 – 0 referto | U Craiova | Stadio Comunale (20 000 circa spett.)\| Arbitro: \| Mateev \| |
| Arbitro:                                                   | Mateev     |               |           |                                                               |

| Arbitro: | Raus |

|               |           |  |
| Oblemenco 89’ | Marcatori |  |

## Statistiche

### Statistiche di squadra
| Competizione | Punti | In casa | In casa | In casa | In casa | In casa | In casa | In trasferta | In trasferta | In trasferta | In trasferta | In trasferta | In trasferta | Totale | Totale | Totale | Totale | Totale | Totale | DR |
| Competizione | Punti | G       | V       | N       | P       | Gf      | Gs      | G            | V            | N            | P            | Gf           | Gs           | G      | V      | N      | P      | Gf     | Gs     | DR |
| ------------ | ----- | ------- | ------- | ------- | ------- | ------- | ------- | ------------ | ------------ | ------------ | ------------ | ------------ | ------------ | ------ | ------ | ------ | ------ | ------ | ------ | -- |
| Serie A      | 33    | 15      | 7       | 6       | 2       | 20      | 11      | 15           | 3            | 7            | 5            | 12           | 15           | 30     | 10     | 13     | 7      | 32     | 26     | +6 |
| Coppa Italia | 4     | 2       | 1       | 1       | 0       | 6       | 2       | 2            | 0            | 1            | 1            | 1            | 3            | 4      | 1      | 2      | 1      | 7      | 5      | +2 |
| Coppa UEFA   |       | 1       | 0       | 1       | 0       | 0       | 0       | 1            | 0            | 0            | 1            | 0            | 1            | 2      | 0      | 1      | 1      | 0      | 1      | -1 |
| Totale       |       | 18      | 8       | 8       | 2       | 26      | 13      | 18           | 3            | 8            | 7            | 13           | 19           | 36     | 11     | 16     | 9      | 39     | 32     | +7 |

### Statistiche dei giocatori
A completamento delle statistiche sono da considerare 2 autogol a favore dei viola in campionato.
| Giocatore        | Serie A  | Serie A | Coppa Italia | Coppa Italia | Coppa UEFA | Coppa UEFA | Totale   | Totale |
| Giocatore        | Presenze | Reti    | Presenze     | Reti         | Presenze   | Reti       | Presenze | Reti   |
| ---------------- | -------- | ------- | ------------ | ------------ | ---------- | ---------- | -------- | ------ |
| G. Antognoni     | 25       | 1       | 4            | 1            | 2          | 0          | 31       | 2      |
| B. Beatrice      | 26       | 0       | 4            | 0            | 2          | 0          | 32       | 0      |
| G. Brizi         | 30       | 0       | 1            | 0            | 2          | 0          | 33       | 0      |
| D. Caso          | 19       | 4       | 3            | 1            | 1          | 0          | 23       | 5      |
| G. De Sisti      | 19       | 2       | 3            | 1            | 2          | 0          | 24       | 3      |
| M. Della Martira | 20       | 1       | 1            | 0            | 1          | 0          | 22       | 1      |
| C. Desolati      | 23       | 6       | 3            | 1            | 2          | 0          | 28       | 7      |
| B. Favaro        | 1        | -1      | 0            | -0           | 0          | -0         | 1        | -1     |
| G. Galdiolo      | 25       | 0       | 4            | 0            | 2          | 0          | 31       | 0      |
| V. Guerini       | 22       | 0       | 4            | 0            | 1          | 0          | 27       | 0      |
| C. Merlo         | 24       | 3       | 4            | 2            | 2          | 0          | 30       | 5      |
| R. Parlanti      | 9        | 0       | 0            | 0            | 0          | 0          | 9        | 0      |
| E. Pellegrini    | 5        | 0       | 3            | 0            | 0          | 0          | 8        | 0      |
| V. Prestanti     | 1        | 0       | 0            | 0            | 0          | 0          | 1        | 0      |
| M. Roggi         | 28       | 2       | 4            | 0            | 2          | 0          | 34       | 2      |
| P. Rosi          | 2        | 0       | 0            | 0            | 0          | 0          | 2        | 0      |
| N. Saltutti      | 28       | 7       | 4            | 1            | 2          | 0          | 34       | 8      |
| W. Speggiorin    | 20       | 3       | 4            | 0            | 2          | 0          | 26       | 3      |
| F. Superchi      | 29       | -25     | 4            | -5           | 2          | -1         | 35       | -31    |